# Alphitonia incana
Alphitonia incana är en brakvedsväxtart som först beskrevs av William Roxburgh, och fick sitt nu gällande namn av Tejsm., Amp; Binn. och Wilhelm Sulpiz Kurz. Alphitonia incana ingår i släktet Alphitonia och familjen brakvedsväxter. Inga underarter finns listade i Catalogue of Life.